# Un jour si blanc
Pour plus de détails, voir Fiche technique et Distribution.
Un jour si blanc ou Brumes d'Islande au Québec (Hvítur, hvítur dagur) est un film islandais réalisé par Hlynur Pálmason, sorti en 2019.
Il est présenté à la Semaine de la critique durant le Festival de Cannes 2019.

## Synopsis
Dans une petite ville d'Islande au milieu de nulle part, le commissaire de police Ingimundur a été mis en congé d'office à la suite de la mort accidentelle de sa femme. Prévue pour l'aider à entamer le processus de deuil, cette période d'inactivité ne l'aide en rien à se remettre du choc, bien au contraire. C'est que quelque chose l'a amené à soupçonner la disparue, qu'il aimait passionnément, d'avoir eu une aventure. Il n'a dès lors plus qu'une idée en tête, établir la vérité. Une quête de plus en plus obsessionnelle qui va le mettre en danger.

## Fiche technique
- Titre original : Hvítur, hvítur dagur
- Titre français : Un jour si blanc
- Titre québécois : Brumes d'Islande
- Réalisation et scénario : Hlynur Pálmason
- Assistante réalisatrice : Siggi Kjartan
- Décors :Hulda Helgadottir, Árni Jónsson
- Ensemblier : Frosti Fridriksson
- Costumes : Nina Grønlund
- Photographie : Maria von Hausswolff
- Montage : Julius Krebs Damsbo
- Musique : Edmund Finnis
- Son : Björn Viktorsson
- Producteur : Anton Mani Svansson
- Sociétés de production : Danish Film Institute, Film i Väst, Join Motion Pictures
- Société de distribution  France : Urban Distribution
- Pays d'origine : Islande
- Format : Couleurs - 35 mm - 2,35:1 - Dolby Digital
- Genre : drame
- Durée : 109 minutes
- Dates de sortie :
  -  France : 16 mai 2019 (Festival de Cannes 2019), 29 janvier 2020 (sortie nationale)
  -  Islande : 6 septembre 2019

## Distribution
- Ingvar E. Sigurðsson : Ingimundur
- Ída Mekkín Hlynsdóttir : Salka
- Hilmir Snær Guðnason : Olgeir
- Sara Dögg Ásgeirsdóttir : la femme de Ingimundur
- Björn Ingi Hilmarsson : Trausti
- Elma Stefania Agustsdottir : Elín
- Haraldur Stefansson : Stefán
- Laufey Elíasdóttir : Ingibjörg
- Sigurður Sigurjónsson : Bjössi
- Arnmundur Ernst Björnsson : Hrafn
- Þór Tulinius : Georg
- Sverrir Þór Sverrisson : Sveppi

## Sortie

### Accueil critique
En France, le site Allociné recense une moyenne des critiques presse de 3,5/5.

## Distinctions

### Récompenses
- Festival de Cannes 2019 : Prix Louis Roederer de la révélation pour Ingvar E. Sigurðsson[3]
- Festival international du film de Transylvanie 2019 : prix de la meilleure interprétation pour Ingvar E. Sigurðsson[4]
- Festival du film de Turin 2019 : prix du meilleur film[5]
- Festival Premiers Plans d'Angers 2020 : prix d'interprétation pour Ingvar E. Sigurðsson[6]
- Edda Awards 2020[7] : 
  - Prix du meilleur réalisateur pour Hlynur Pálmason
  - Prix du meilleur acteur dans un rôle principal pour Ingvar E. Sigurðsson
  - Prix de la meilleure actrice dans un rôle secondaire pour Ída Mekkín Hlynsdóttir
  - Prix de la meilleure photographie pour Maria von Hausswolff
  - Prix des meilleurs décors pour Hulda Helgadóttir
  - Prix de la meilleure bande originelle pour Edmund Finnis

### Sélection
- Festival de Cannes 2019: sélection à la Semaine de la critique (Première mondiale)
- Festival Premiers Plans d'Angers 2020 : sélection en compétition Longs métrages européens

### Revue de presse
- Olivier Pélisson, « L'homme en colère », Bande à Part, 27 janvier 2020
- Dominique Jaillet, « Les films qu'on peut voir cette semaine : Un jour si blanc », Le Canard enchaîné no 5177, Paris, 29 janvier 2020, p. 6,  (ISSN 0008-5405)
- Nicolas Geneix, « Un jour si blanc », Positif, no 708, Institut Lumière/Actes Sud, Paris, février 2000, p. 55,  (ISSN 0048-4911)